# Im Land der Saurier
Im Land der Saurier (Originaltitel: Land of the Lost) ist eine US-amerikanische Science-Fiction-Fernsehserie/-Jugendserie aus den Jahren 1974 bis 1976. Sie wurde von den Brüdern Sid und Marty Krofft entwickelt.

## Handlung
Während eines Ausfluges in einem Schlauchboot geraten Rick Marshall und seine zwei Kinder Will und Holly in ein Erdbeben. Hinter ihnen stürzt alles zusammen und sie fallen schließlich einen gigantischen Wasserfall hinunter. Als sie aufwachen, stellen sie fest, dass sie sich in einer prähistorischen Welt befinden und werden schon kurz nach ihrer Ankunft von einem Tyrannosaurus Rex bedroht. Sie flüchten in eine hochgelegene Höhle, welche sie nun als ihr Zuhause ansehen. Hin und wieder kommt der T-Rex namens Grumpy dort vorbei. Doch man weiß sich zu helfen. Sie rammen dem Saurier einen angespitzten Baumstamm in den Rachen und dieser flüchtet schreiend.
Während des Aufenthaltes in ihrer neuen Welt entdecken die drei Marshalls sowohl Freunde als auch Feinde. So treffen sie auf die friedlichen Pakuni (affenähnliche Menschen) und freunden sich mit Cha-Ka, Ta und Sa an. Außerdem kommen sie in Kontakt mit einem aggressiven, echsenartigen Volk.
Diese Wesen nennen sich selbst Sleestaks, sind grün, scheuen sich vor Licht, geben ein beängstigendes Zischen von sich und sind intelligenter als die Pakuni. Die Sleestaks leben in der so genannten Verlorenen Stadt. Dies ist ein unterirdischer Tunnel-Komplex und wurde von den Altrusians gebaut und vom Allosaurus Alice bewacht.
Die grauen Altrusians sind eine friedliebende Sleestak Art und entwickelten sich 1000 Jahre eher als die grünen Sleestaks. Die Marshalls machen mit Enik, einem Angehörigen dieser Rasse, Bekanntschaft. Enik kommt durch ein Zeitportal aus der Vergangenheit.
In geheimnisvollen goldenen Pyramiden finden sie farbige Kristalle, bei denen – je nachdem, wie man sie berührt – seltsame Dinge geschehen oder das Wetter beeinflusst werden kann.
Auf der Suche nach Rick, Will und Holly gelangt auch Jack Marshall, der Onkel von Will und Holly in die Dinosaurier-Zeit. Vater Rick kann durch Eniks Zeitportal wieder zurück in seine Welt und muss die Kinder zurücklassen.

## Besetzung
| Rolle               | Schauspieler     | Staffel | Staffel | Staffel |
| Rolle               | Schauspieler     | 1       | 2       | 3       |
| ------------------- | ---------------- | ------- | ------- | ------- |
| Rick Marshall       | Spencer Milligan | ja      | ja      | nein    |
| Will Marshall       | Wesley Eure      | ja      | ja      | ja      |
| Holly Marshall      | Kathy Coleman    | ja      | ja      | ja      |
| Cha-Ka              | Phillip Paley    | ja      | ja      | ja      |
| Ta                  | Joe Giamalva     | ja      | nein    | nein    |
| Ta                  | Scutter McKay    | nein    | ja      | nein    |
| Sa                  | Sharon Baird     | ja      | ja      | ja      |
| Enik                | Walker Edmiston  | ja      | ja      | ja      |
| Onkel Jack Marshall | Ron Harper       | nein    | nein    | ja      |
| The Zarn (Stimme)   | Marvin Miller    | ?       | ?       | ?       |
| The Zarn            | Van Snowden      | ?       | ?       | ?       |
| Malak               | Richard Kiel     | ?       | ?       | ?       |
| Sleestak Anführer   | Jon Locke        | nein    | nein    | ja      |

Die Sleestaks wurden gespielt von: Dave Greenwood, Bill Laimbeer, John Lambert, Cleveland Porter, Jack Tingley, Scott Fullerton, Mike Westra und Bill Boyd.

## Neuverfilmungen
Die Serie wurde 1991 mit komplett anderen Schauspielern und neuen Geschichten unter dem Titel Im Land der Saurier II neu aufgelegt. Mit den Geschichten der 1970er-Fassung hat diese Serie keine Gemeinsamkeiten. Im April 2008 begannen die Dreharbeiten zum 2009 erschienenen Kinofilm Die fast vergessene Welt, der auf der 70er Jahre Serie basiert. In der Hauptrolle spielt Will Ferrell die Rolle des Rick Marshall.